# Mitsubishi Fuso Canter
O Canter é um caminhão utilitário produzido pela Mitsubishi Fuso Truck and Bus Corporation.